# Auguste Belloc
Auguste Belloc (Montrabé, 1800 ca. – Parigi, 1868 ca.) è stato un fotografo francese.

## Biografia
Sulla data di nascita di Auguste Belloc ci sono diverse ipotesi: chi indica l'anno 1800, chi il 1801, chi il 1805 e chi, come riporta la Biblioteca nazionale di Francia, indica la data del 1815, anche se tutte le versioni esprimono il dubbio. Pure sulla data di morte ci sono incertezze tra l'anno 1867, come scrive Wikipedia Francia, e il 1868, come riportano altri testi.
Auguste Joseph Belloc, figlio di Etienne, un avvocato che viveva a Tolosa nella sua tenuta di Montrabé, e di Louise Cramaussel, dopo aver studiato al Lycée Louis-le-Grand di Parigi, tornò a Tolosa, dove la sua prima attività fu quella di pittore di miniature e acquarelli, e dove nel 1844 sposò Celeste Marie Leroux, figlia di Louis, economo della scuola veterinaria, e Céleste Marie Rabouin.
A partire dal 1845 iniziò ad interessarsi di fotografia ed in particolare allo sviluppo con il collodio umido su lastre di vetro migliorandolo con il rivestimento di cera per mantenere la lucentezza delle immagini. Applicò questa sua ricerca principalmente alla stereoscopia, molto in voga in quegli anni per l'illusione della tridimensionalità.
Belloc deve la sua fama, nonostante la scarse notizie intorno alla sua vita, alle foto di nudo che iniziò a scattare a partire dal 1853 alle quali seguirono quelle esplicitamente erotiche per le quali nel 1857 fu condannato dalla polizia per offesa alla pubblica moralità. Tre anni dopo, nell'ottobre del 1860, la polizia fece irruzione nel suo studio e sequestrò oltre 4.000 fotografie considerate pornografiche. Il tribunale condannò Belloc a tre mesi di carcere.
Si ipotizza che il quadro L'origine del mondo di Gustave Courbet, dipinto nel 1866, fu probabilmente ispirato a una delle fotografie erotiche stereoscopiche di Belloc, realizzate a Parigi qualche anno prima.
Il suo libro intitolato Les Quatre Branches de la Photographie: Traité Complet Théorique Et Pratique des Procédés de Daguerre, Talbot, Niépce de Saint-Victor Et Archer... et d'Optique Appliqués à Cet, stampato nel 1855, ebbe un enorme successo tanto che tre anni dopo venne nuovamente stampato. L'anno successivo, Belloc registrò i suoi miglioramenti ai procedimenti fotografici alla Société Française de Photographie di cui era membro dal 1854
Lo studio, dopo la sua morte, fu acquistato dal fotografo e pittore svizzero Gaudenzio Marconi che, peraltro, proseguì la produzione di nudi per le scuole d'arte e che ispirò Auguste Rodin. Le sue fotografie sono conservate presso Museum of Modern Art, Europeana, Houston Museum of Fine Arts, Musée d'Orsay.

## Pubblicazioni
- Les Quatre Branches de la Photographie: Traité Complet Théorique Et Pratique des Procédés de Daguerre, Talbot, Niépce de Saint-Victor Et Archer, ... Et d'Optique Appliqués à Cet, stampato dall'autore, Parigi 1855
- Compendium Des Quatre Branches de la Photographie: Traité Complet Théorique Et Pratique, Russel Books, Canada 1996 (ristampa del libro edito nel 1920) - ISBN 2-01-954753-8
- Les Quatre Branches de la Photographie: Traité Complet Théorique Et Pratique des Procédés de Daguerre, Talbot, Niépce de Saint-Victor Et Archer, ... Et d'Optique Appliqués à Cet, Forgotten Books, Londra 2019, ISBN 978-0-428-06300-9